# Оритаванцин
Оритаванцин (англ. Oritavancin) — напівсинтетичний антибіотик з групи глікопептидних антибіотиків для парентерального застосування. Він застосовується для лікування важких інфекцій шкіри, спричинених грам-позитивними бактеріями. За хімічною структурою оритаванцин є ліпоглікопептидом, подібним до ванкоміцину. FDA та Європейське агентство з лікарських засобів схвалили оритаванцин для лікування інфекцій шкіри та придатків шкіри.

## Історія
Оритаванцин синтезований у лабораторії компанії «Eli Lilly», яка й розпочала клінічні дослідження препарату. Подальші дослідження та маркетинг препарату проводили дочірні компанії «Eli Lilly» «InterMune» з 2001 року, а потім «Targanta Therapeutics» з кінця 2005 року. У грудні 2008 року FDA відхилила заявку на схвалення оритаванцину без проведення додаткових клінічних досліджень, після чого заявку на реєстрацію оритаванцину в ЄС було відкликано.
У 2009 році «Medicines Company» придбала права на виробництво та маркетинг оритаванцину, забезпечила проведення нових клінічних досліджень препарату, та подала нову заявку на схвалення оритаванцину до FDA у лютому 2014 року. 6 серпня 2014 року FDA схвалило оритаванцин для лікування інфекцій шкіри.
19 березня 2015 року оритаванцин отримав схвалення для клінічного застосування на території ЄС для лікування інфекцій шкіри в дорослих.

## Фармакологічні властивості
Оритаванцин — напівсинтетичний антибіотик з групи глікопептидних антибіотиків. Механізм дії препарату полягає у руйнуванні стінки грампозитивних бактерій унаслідок дії на структури бактеріальної стінки 4-хлор-біфенілметильної групи. Оритаванцин також порушує синтез клітинної стінки шляхом інгібування полімеризації пептидогліканів клітинної стінки та інгібування зшивання структур клітинної стінки шляхом порушення трансгліколізації та транспептидації. За своїми антибактеріальними властивостями оритаванцин близький до інших глікопептидних антибіотиків, зокрем ванкоміцину, який натепер є основним препаратом для лікування важких інфекцій шкіри в Європі та США. До препарату in vitro чутливі грампозитивні аеробні та анаеробні мікроорганізми: стафілококи (в тому числі метициллінорезистентні), стрептококи (у тому числі пневмококи), ентерококи Clostridium difficile, Clostridium perfringens , Peptostreptococcus spp., та Propionibacterium spp. Оритаванцин за даними клінічних досліджень є ефективнішим проти Clostridium difficile, ніж метронідазол і ванкоміцин. За даними клінічних досліджень, проведених методом моделювання на лабораторних мишах, оритаванцин є ефективним проти Bacillus anthracis, збудника сибірки.

### Фармакокінетика
Після парентерального введення оритавацин повільно розподіляється в організмі, біодоступність складає 100 % після внутрішньовенного введення. Препарат добре (на 85 %) зв'язується з білками плазми крові. Оритаванцин не метаболізується в організмі, виділяється з організму в незміненому вигляді переважно нирками, частково з фекаліями. Період напіввиведення антибіотику становить 245 годин.

## Клінічні дослідження
У 2003 році представлені результати ключових клінічних досліджень III фази, в яких досліджувалась ефективність щоденного внутрішньовенного введення оритаванцину для лікування гострих бактеріальних інфекцій шкіри та придатків шкіри. У цих дослідженнях досягнута первинна контрольна точка, оскільки оритаванцин виявляв ефективність протягом коротшого часу, ніж препарати порівняння ванкоміцин та цефалексин. Оритаванцин мав статистично значимий кращий профіль безпеки з відносним зниженням загальної частоти побічних ефектів на 19 % у порівнянні з ванкоміцином та цефалексином у другому розширеному ключовому клінічному дослідженні.